# Veyon
Veyon (Virtual Eye On Networks) — вільне програмне забезпечення з відкритим кодом для моніторингу та керування комп'ютерами на різних платформах. Призначене для підтримки користувачів у навчанні в цифрових навчальних середовищах, проведення віртуальних тренінгів та надання дистанційної підтримки.
Програму розроблено як безкоштовну альтернативу комерційним рішенням для керування класами. Це дозволяє вчителям переглядати та керувати комп'ютерними класами, а також взаємодіяти зі студентами. Застосунок доступний багатьма мовами та надає численні функції, потрібні вчителям та адміністраторам у щоденній роботі. Veyon можна прозоро використовувати в гетерогенних середовищах, тобто, з комп'ютера вчителя під керуванням, наприклад, ОС Linux можна отримати доступ до комп'ютерів учнів під керуванням Windows і навпаки.

## Історія
Попередній проєкт iTALC, розпочатий 2004 року, спочатку був доступний лише для Linux. У 2006—2007 роках його портовано на Windows для проєкту Sys-C німецького міста Хемніц. Подальший розвиток прискорився, зокрема, завдяки інтеграції з Univention Corporate Server @ school 2010 року.
В рамках повного оновлення iTALC 2017 року застосунок випущено під новою назвою Veyon. Veyon відрізняється від попередника модульною архітектурою, а також багатьма новими функціями, такими як керування доступом за допомогою списків керування доступом, підтримка LDAP- сервера та нова утиліта командного рядка. Як адміністратори, так і користувачі тепер можуть ознайомитися з докладними посібниками з адміністрування та використання багатьма різними мовами.

## Технології
Veyon використовує розширену версію протоколу VNC для зв'язку з віддаленими комп'ютерами, а також використовує UltraVNC. Оскільки Veyon грунтується на TCP-з'єднаннях, показ екрану працює також за межами локальної мережі. Ефективні алгоритми стиснення дозволяють підключати навіть домашні студентські комп'ютери.
Службу Veyon потрібно встановити на всіх комп'ютерах учнів. Учні не можуть зупинити або видалити службу, якщо вони не мають прав адміністратора. Програма Veyon Master, що працює на комп'ютері вчителя, отримує доступ до служби на комп'ютерах учнів. Аутентифікація виконується за допомогою ключів RSA або шляхом перевірки облікових даних користувача. Це гарантує, що доступ до комп'ютерів учнів матимуть лише вчителі.

## Функції
Серед функцій Veyon є такі:
- Огляд: моніторинг усіх комп'ютерів в одному або кількох місцях чи класах
- Віддалений доступ: перегляд або керування комп'ютерами для спостереження та підтримки користувачів
- Демонстрація: трансляція екрана вчителя в режимі реального часу (повноекранний або віконний режим)
- Блокування екрана: для привернення уваги
- Зв'язок: надсилання текстових повідомлень учням
- Початок та завершення уроків: одночасний вхід та вихід усіх користувачів
- Знімки екрана: запис прогресу навчання та документування порушень
- Програми та вебсайти: запуск програм та віддалене відкриття вебсайтів
- Навчальний матеріал: легко розповсюджувати та відкривати документи, зображення та відео
- Адміністрування: віддалене ввімкнення/вимкнення та перезавантаження комп'ютерів (Wake-on-LAN)

## Сумісність
Veyon ґрунтується на інструментарії Qt та написаний на C++. Завдяки цьому застосунок доступний як для ОС Windows, так і для Linux. Розробка підтримки інших платформ та операційних систем триває. Використання Veyon у поєднанні з Edubuntu або Skolelinux (Debian Edu) дає змогу школам по всьому світу керувати мережею вільних шкіл.